# Osservatorio europeo del giornalismo
L’Osservatorio europeo di giornalismo (EJO, European Journalism Observatory) è un istituto di ricerca non profit sui media ubicato all'Università della Svizzera italiana. Tra i suoi co-fondatori figura il giornalista e professore Marcello Foa.
Stabilito nel 2004, EJO è concepito per facilitare la collaborazione fra ricercatori media e praticanti in Europa e gli Stati Uniti. Rendendo i risultati delle ricerche media accessibili a un pubblico largo, analizzando le “best practices” nel giornalismo e analizzando le tendenze nell'industria dei media, EJO si batte per contribuire a un intendimento migliore dei media e all'incoraggiamento della libertà di stampa.
Il contenuto EJO è disponibile online in inglese, tedesco, italiano, polacco, lituano, romeno, albanese, ceco, serbo ed ucraino.
Negli ultimi anni, EJO è diventato una rete di collaboratori di istituti di ricerca in 12 paesi (al giorno d'oggi: Albania, Austria, Repubblica Ceca, Germania, Italia, Lettonia, Polonia, Romania, Serbia, Svizzera, Ucraina, e gli Stati Uniti). Gli obiettivi fondamentali sono di ridurre lo spazio fra ricercatori di comunicazione e i professionali del settore.
EJO riceve un appoggio del Corriere del Ticino, il Fondo Nazionale Svizzero come anche dalla Stiftung Pressehaus NRZ.

## Attività
I partner EJO conducono:
- Ricerche sulle tendenze e gli sviluppi nei diversi paesi europei come anche negli Stati Uniti con una particolare attenzione alle innovazioni e le “best practices”.
- Articoli e analisi giornalistici: tanti articoli sono pubblicati nei giornali più importanti, magazine di giornalismo e giornali di ricerca, sebbene alcuni sono creati esclusivamente per la pubblicazione sui siti EJO. La maggior parte delle pubblicazioni dei ricercatori EJO e dei loro partner sono accessibili sulla piattaforma EJO e in più lingue.
- Conferenze e workshops: Organizzati da EJO, gli eventi pubblici e gli workshop facilitano uno scambio di idee aperto e internazionale fra ricercatori, professionisti media, studenti e individui interessati e coinvolti nei settori mediali.

## Pubblicazioni
- Gli stregoni della notizia. Da Kennedy alla guerra in Iraq: come si fabbrica informazione al servizio dei governi, Ed. Guerini e associati, 2006. ISBN 88-8335-783-3